# ミス・ユニバース・ジャパン
ミス・ユニバース・ジャパン（英語: Miss Universe Japan）とは、ミス・ユニバース世界大会に出場する日本代表を選ぶ日本国内で開催されるミスコンテストである。

## 県代表選考方法
日本全国の都道府県で開催されるベストオブミスの都道府県大会にてミスユニバースジャパンのグランプリを獲得して県代表になりミスユニバースジャパン日本大会に進む
同時にミスユニバーシティやミスプラネットも県代表もベストオブミスの各都道府県大会で決定する。

## 組織体制
代表者　内田洋貴
ディレクター美馬寛子

## 日本代表選出大会としての「ミス・ユニバース・ジャパン」の運営ライセンス権

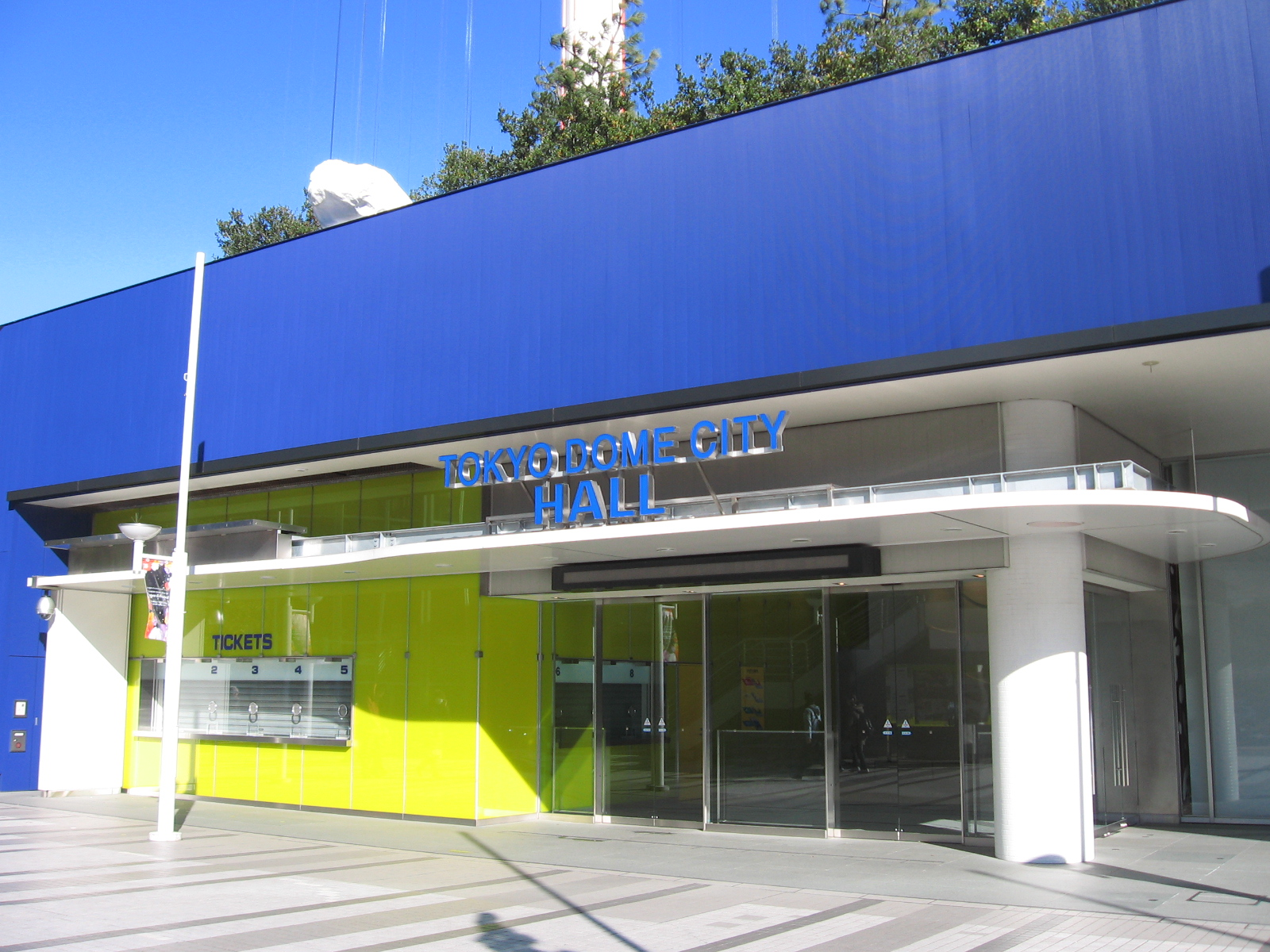
2011年度日本大会の会場・東京ドームシティホール（ミーツポート内）

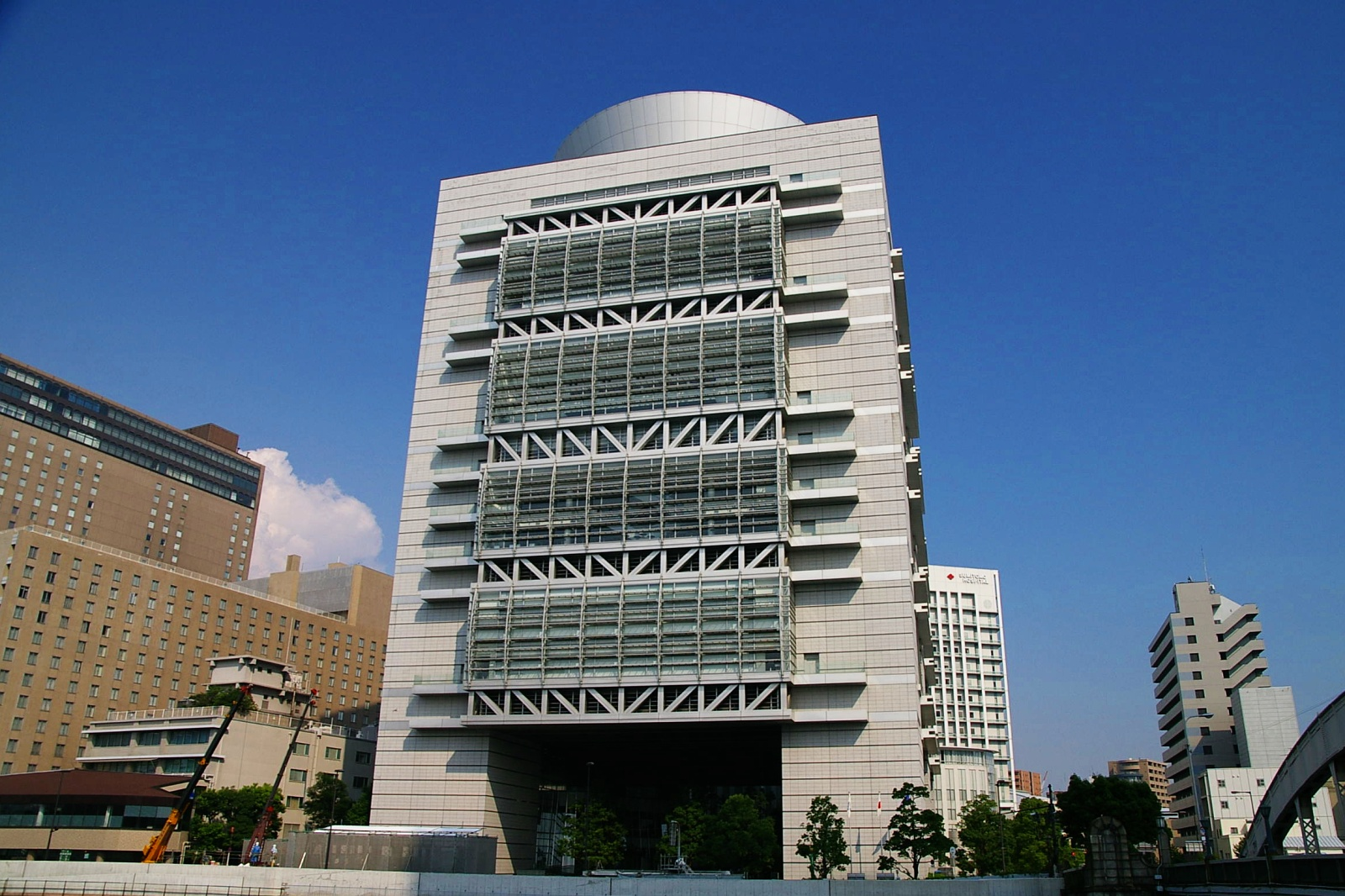
2012年度日本大会の会場・大阪府立国際会議場

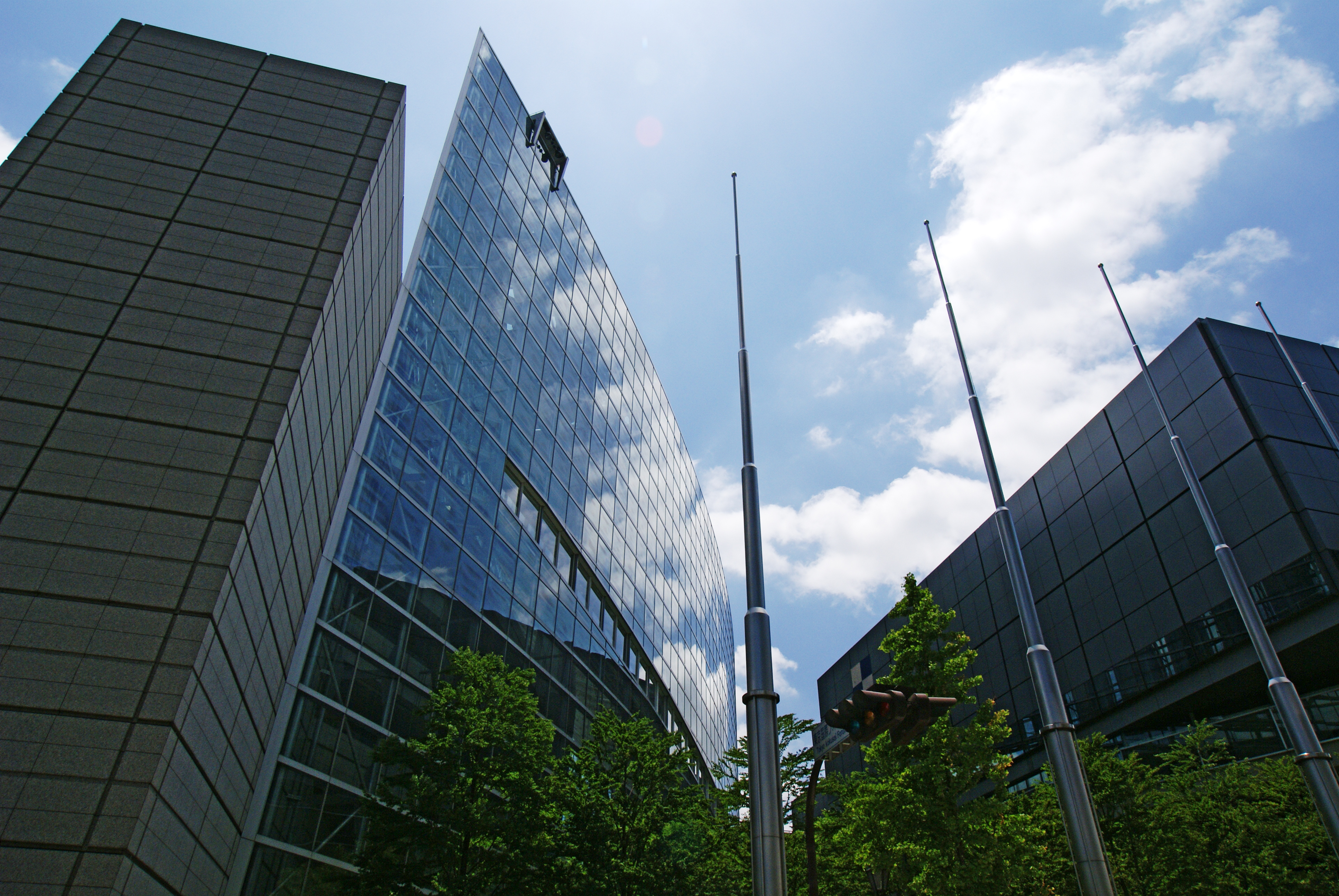
2013年度日本大会の会場・東京国際フォーラム

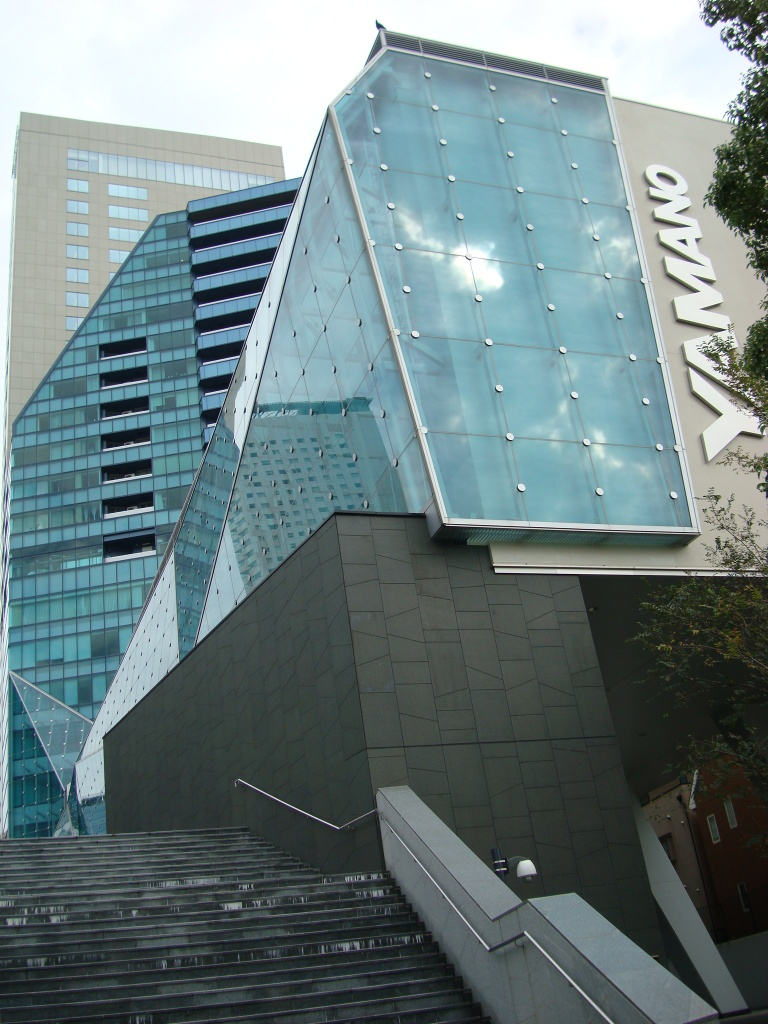
2019年度日本大会の会場・山野ホールが入るMYタワー

### 朝日放送時代まで
ミス・ユニバース世界大会の国別予選であるミス・ユニバース日本大会自体は、第1回世界大会の開催に伴って1952年（昭和27年）の第1回から、ほぼ毎年行われており、当初は産業経済新聞社、次いで国際親善友好協会、1971年（昭和46年）から1995年（平成7年）までは、当時運営権及び放送権を有していた大阪の朝日放送によって開催されていた。

### イネス・リグロン（IBG Japan）時代
その後はスポンサー不在のため、2年間に亘って日本大会が休止されたが、1998年（平成10年）にフランス人のイネス・リグロン（IBG Japan株式会社）をナショナル・ディレクターとする「ミス・ユニバース・ジャパン」として新たに復活した。
2004年（平成16年）から、栄養コンサルタントにオーストラリア人のエリカ・アンギャル（15歳の時に大分県に語学留学した経験から日本語が堪能）が起用され、日本大会ファイナリストに栄養指導を行った。
特に、この時代の中期～後期には、世界大会で優勝した2007年の森理世を筆頭に、2003年の宮崎京（世界5位）、2006年の知花くらら（世界2位）、そして後に日本大会のナショナル・ディレクターとなる2008年の美馬寛子（世界14位・Best of Asia）ら、世界大会TOP15以上の上位・優勝争いに絡む日本代表を多く輩出し、自身も2007年の世界大会で「ベスト・ナショナル・ディレクター」として表彰された。
　2009年、リグロンはIBG JAPANを株式会社HDRに譲渡した。
その後、リグロンは、2011年（平成23年）大会をもって退任するまで、14大会に渡ってナショナル・ディレクターを務め、また、その退任後も2012年大会までは、IBG Japanが運営ライセンス権を保持し、大会を運営した。

### HDR時代
2013年大会から2017年大会まで、株式会社HDRがミス・ユニバース・ジャパンの運営ライセンス権を保持し、大会を運営していた。
2013年（平成25年） この時代、一部を除く各都道府県ごとに地方大会が開催され、この年からほぼ全県で代表が選出されるようになった。各地方大会の代表者がミス・ユニバース・ジャパン本大会に進出し、原則として本大会優勝者（「ミス・ユニバース・ジャパン」）が同年に行われるミス・ユニバース世界大会に日本代表として出場していた。
この時代は、リグロンの時代と異なり、世界大会での上位に進出する日本代表を輩出したのは、2015年の宮本エリアナが世界10位になった1回のみであった。
HDRは、2018年から後述の株式会社MY group（代表：美馬寛子）が運営ライセンス権を取得したことに伴い、本来なら2017年大会を最後にミス・ユニバース・ジャパンの運営に関与できなくなったが、既に地方大会が動き出していたことなど諸事情を理由に、MY groupと共催する形で運営に関与し契約は終了した。

### 美馬寛子（MY group）時代
2018年からMY groupがミス・ユニバース・ジャパンの運営ライセンス権を取得し、同社代表を務める美馬寛子（2008年ミス・ユニバース・ジャパン）が日本人女性として初となるナショナル・ディレクターに就任した。
前述の通り、諸事情により、2018年大会については、HDRと共催したが、2019年大会から本来の形として単独での開催を実現した。
2018年度から一度も入賞していない。

### 都道府県代表制度　内田洋貴（ベストオブミス）時代
前年までとの大きな変化として、都道府県ごとの地方大会が2019年から前年まで開催されていた各都道府県ごとの地方大会の内の一部（38府県）が「ベストオブミス」という大会名での開催に移行し、ベストオブミス開催の各県でミス・ユニバース・ジャパン日本大会のセミファイナリストを選出することになった。
これら38府県から選出されたセミファイナリスト38名と別に、ミス・ユニバース・ジャパン事務局が独自に募集した中から選出されたセミファイナリストと合わせ、計41名のセミファイナリストが2019年ミス・ユニバース・ジャパン日本大会に出場し、その日本大会の中で同一日にセミファイナル（準決勝）・ファイナル（決勝）が実施され、日本代表としての「ミス・ユニバース・ジャパン」が選出された。
現在は内田洋貴氏が運営代表社長としてミス・ユニバース・ジャパンを率いている。2011年から2018年まではエグゼグティブディレクターとして就任していた

## 応募資格
2024年現在の応募資格は以下のとおり。身長・学歴・職業・出生地・居住地といった条件はない（どの地方の「ベスト・オブ・ミス」大会にも応募可能）。
1. 年齢制限が撤廃され不問
2. 日本国籍を有すること

大会での審査選考では世界大会と同じく、単なる外見の美しさだけではなく、知性・感性・人間性・誠実さ・自信などの内面も重視される。社会に積極的に貢献したいという社会性が求められる。

## 2025ミスユニバースジャパン審査結果
| 順位 | 氏名                          | 代表県   | 備考・特記事項                                      |
| ---- | ----------------------------- | -------- | --------------------------------------------------- |
| 1    | 橋本佳央理（はしもと かおり） | 栃木県   | グランプリ／11月の世界大会へ ベストオブミス栃木出身 |
| 2    | 藤田早葵（ふじた さき）       | 静岡県   | 準グランプリ ベストオブミス静岡出身                 |
| 3    | 石井礼菜（いしい れいな）     | 岐阜県   | 3位入賞 ベストオブミス岐阜出身                      |
| 4–47 | その他44名                    | 全国各地 |                                                     |

## 日本代表としての「ミス・ユニバース・ジャパン」
日本代表からはこれまで、森理世（2007年）が世界大会で優勝している。復活前のミス・ユニバース日本大会の時代に世界一になった児島明子（1959年）を含めれば2人である。優勝者や入賞者を含むミス・ユニバース・ジャパンの参加者には、その後女優、モデル、タレントなどとして芸能界で活躍する者も多い。

### テレビ放送
2008年（平成20年）には、本大会までを密着したドキュメント番組がフジテレビ（関東ローカル）と、世界大会までを密着したドキュメント番組がNHKで放送された。2012年6月2日にもフジテレビと関西テレビ（関東および関西ローカル）で放送。2013年3月23日にはBS朝日（テレビ朝日系BS放送局）で放送。2019年には本大会までを密着したドキュメントがTBS「ビビット」にて複数回放送された。

## かつてのミス・ユニバース日本大会
日本大会は、ミス・ユニバース世界大会の初開催にあわせて1952年（昭和27年）に始まった。優勝者は、日本代表となって、『ミス・ジャパン』として世界大会に出場した。
日本代表は1950年代、合計3人が上位入賞（総合5位以内）するという結果を残し、1953年（昭和28年）の第2回大会で伊東絹子が第3位の評価を受けたほか、1959年（昭和34年）には児島明子が日本人、アジア人として初の『ミス・ユニバース』の栄冠に輝いた。当時は「有色人種」初のミス・ユニバースとも言われた。
日本大会は世界大会の日本予選としてほぼ毎年行われ、当初は産業経済新聞社が主催しており、伊東の入賞や児島の世界一もこの時代であった。1971年（昭和46年）から1995年（平成7年）までは朝日放送が運営権を有していた（放送権は1967年（昭和42年）に得て日本大会と世界大会の放送を始めており、1971年には運営権も「国際親善友好協会」から譲り受けた）が、1970年（昭和45年）に上位入賞した島田純を最後に、1980年代の上位入賞は、1988年（昭和63年）に総合第4位を獲得した坂口美津穂（現姓・星野）ただ一人となった。それ以降も日本大会は盛り上がりを欠き、1990年代にかけて日本代表の上位入賞（総合5位以内）は皆無、1995年（平成7年）に『ミス・ジャパン』となった佐伯成美を最後に、日本代表の世界大会出場は中断した。
1986年に日本代表となった難波央江の頃から、1995年の日本代表となった佐伯成美までの代表選出は世界大会の前年である。

### テレビ放送
当初はフジテレビが放送しており、児島明子が優勝した1959年（昭和34年）の司会はトニー谷であった。朝日放送（ABC）の制作で全国放送された時代は1972年（昭和47年）に三橋達也が司会を務め、その翌年から宝田明が1991年（平成3年）まで司会を務めた。腸捻転時代は、TBS系列にて放送され、腸捻転解消後はテレビ朝日（1977年3月まではNETテレビ）系列に移行した。なお、1975年（昭和50年）は、腸捻転解消直前の3月23日（日曜）に実施し、TBS系列で全国同時ネットされた最後のABC制作の生放送番組となった。1976年（昭和51年）以降は主に「水曜スペシャル」などABCの単発特別番組枠で放送されていた。
1993年（平成5年）の代表を選んだ1992年（平成4年）12月の大会と、1994年（平成6年）の代表を選んだ1993年12月の大会では、俳優の石田純一が司会を務めた。
1995年（平成7年）の代表を選んだ1994年（平成6年）12月の放送では、スタジオと会場の二元生放送が行われ、スタジオ司会を板東英二と島田紳助、進行役を朝日放送アナウンサーの岡元昇が務め、内容も吉本興業の芸人が多く出演しバラエティ色を強めたが、ミス・ユニバース日本事務局との放送権契約の終了に伴い、1995年5月の世界大会をもって朝日放送制作の中継が終了した。

## 歴代の日本代表

### 1995年度までの日本代表
- 「かつてのミス・ユニバース日本大会」を表記

| 回     | 年     | 優勝者 (出場後の肩書)                       | 世界大会 の回数 | 世界大会の開催地                | 世界大会での成績                                           | 備考 |
| ------ | ------ | ------------------------------------------- | --------------- | ------------------------------- | ---------------------------------------------------------- | --- |
| 第1回  | 1952年 | 小島日女子                                  | 第1回           | アメリカ (ロングビーチ)         |                                                            | |
| 第2回  | 1953年 | 伊東絹子                                    | 第2回           | アメリカ (ロングビーチ)         | 総合第3位を獲得                                            | 伊東を現す「八頭身美人」は流行語となった。 |
| 第3回  | 1954年 | 近藤美恵子 (女優)                           | 第3回           | アメリカ (ロングビーチ)         |                                                            | 近藤はその後大映映画で活動。 |
| 第4回  | 1955年 | 高橋敬緯子                                  | 第4回           | アメリカ (ロングビーチ)         | 総合第5位を獲得                                            | |
| 第5回  | 1956年 | 馬場祥江                                    | 第5回           | アメリカ (ロングビーチ)         |                                                            | |
| 第6回  | 1957年 | 大谷享子                                    | 第6回           | アメリカ (ロングビーチ)         | 『トップ15』に入賞し、特別賞「ミス・アジア賞」も受賞       | |
| 第7回  | 1958年 | 森武知子                                    | 第7回           | アメリカ (ロングビーチ)         | 『トップ15』に入賞し、特別賞「ミス・フレンドシップ」も受賞 | |
| 第8回  | 1959年 | 児島明子                                    | 第8回           | アメリカ (ロングビーチ)         | 『ミス・ユニバース』                                       | 児島は、日本人及びアジア人として初めての『ミス・ユニバース』となった。1966年に俳優の宝田明と結婚するが、1984年に離婚。娘・児島未散は歌手。 |
| 第9回  | 1960年 | 古野弥生                                    | 第9回           | アメリカ (マイアミビーチ)       | 『トップ15』に入賞                                         | |
| 第10回 | 1961年 | 遠山明美                                    | 第10回          | アメリカ (マイアミビーチ)       |                                                            | 遠山は、通算10代目の日本代表。 |
| 第11回 | 1962年 | 平野和子                                    | 第11回          | アメリカ (マイアミビーチ)       |                                                            | |
| 第12回 | 1963年 | 安藤矩子                                    | 第12回          | アメリカ (マイアミビーチ)       | 『トップ15』に入賞                                         | 同世界大会では、当時の朝日放送常務・原清が審査員のひとりであった。 |
| 第13回 | 1964年 | 松本千都子                                  | 第13回          | アメリカ (マイアミビーチ)       |                                                            | |
| 第14回 | 1965年 | 片山まり                                    | 第14回          | アメリカ (マイアミビーチ)       |                                                            | |
| 第15回 | 1966年 | 池野温美                                    | 第15回          | アメリカ (マイアミビーチ)       |                                                            | |
| 第16回 | 1967年 | 藤川香代子                                  | 第16回          | アメリカ (マイアミビーチ)       |                                                            | |
| 第17回 | 1968年 | 飯野矢住代 (タレント)                       | 第17回          | アメリカ (マイアミビーチ)       | 特別賞「ミス・アミティー」を受賞                           | 飯野は受賞後、ジャニーズ事務所で初めての女性タレントとなったが退社し、1971年に21歳で死亡した。 |
| 第18回 | 1969年 | 大須賀喜久代                                | 第18回          | アメリカ (マイアミビーチ)       | 総合第5位を獲得                                            | |
| 第19回 | 1970年 | 島田純 (タレント)                           | 第19回          | アメリカ (マイアミビーチ)       | 総合第4位を獲得し、特別賞も受賞                            | 島田は、ミス・ユニバース日本代表になった翌月に大阪で行われた「万国博の女王選出大会」に出場。ミス・ユニバース世界大会出場後、ジャニーズ事務所で二人目の女性タレントとなり、「嶋田じゅん」として芸能活動。1977年（昭和52年）にフォーリーブスの青山孝と結婚、後に離婚。 |
| 第20回 | 1971年 | 武富茂子                                    | 第20回          | アメリカ (マイアミビーチ)       | 『トップ12』を獲得                                         | 武富は、通算20代目の日本代表。 |
| 第21回 | 1972年 | 前田晴美                                    | 第21回          | プエルト・リコ (ドラド)         | 『トップ12』を獲得                                         | 同世界大会における審査員には、当時の朝日放送社長・原清がいた。 |
| 第22回 | 1973年 | 染谷美代子                                  | 第22回          | ギリシャ (アテネ)               | 『トップ12』を獲得                                         | 同世界大会では、日本のファッションデザイナー・森英恵が審査員のひとりであった。 |
| 第23回 | 1974年 | 坪井江里子                                  | 第23回          | フィリピン (マニラ)             |                                                            | 同世界大会における審査員には、当時の朝日放送社長・原清がいた。 |
| 第24回 | 1975年 | 中山幸子                                    | 第24回          | エルサルバドル (サンサルバドル) | 『トップ12』を獲得                                         | 同世界大会における審査員には、当時の朝日放送社長・原清がいた。 |
| 第25回 | 1976年 | 岩国美弥子                                  | 第25回          | 香港                            |                                                            | |
| 第26回 | 1977年 | 佐藤恭子                                    | 第26回          | ドミニカ共和国 (サントドミンゴ) |                                                            | |
| 第27回 | 1978年 | 萬田久子 (女優)                             | 第27回          | メキシコ (アカプルコ)           |                                                            | 同世界大会における審査員には、デヴィ・スカルノ（デヴィ夫人）がいた。 |
| 第28回 | 1979年 | 黒田百合香                                  | 第28回          | オーストラリア (パース)         | 特別賞「ミス・アミティー」を受賞                           | |
| 第29回 | 1980年 | 檜山久恵                                    | 第29回          | 韓国 (ソウル)                   | 特別賞「ベスト・ナショナル・コスチューム」の第3位を受賞    | 檜山は、1984年にプロ野球選手の上川誠二と結婚。同世界大会における審査員には、当時の朝日放送社長・原清がいた。 |
| 第30回 | 1981年 | 織作峰子 (写真家)                           | 第30回          | アメリカ (ニューヨーク)         |                                                            | 織作は、通算30代目の日本代表。 |
| 第31回 | 1982年 | 奥脇絵里 (カーレーサー)                     | 第31回          | ペルー (リマ)                   |                                                            | |
| 第32回 | 1983年 | 山口遊子                                    | 第32回          | アメリカ (セントルイス)         | 特別賞「ベスト・ナショナル・コスチューム」の第3位を受賞    | |
| 第33回 | 1984年 | 新山恵                                      | 第33回          | アメリカ (マイアミ)             |                                                            | |
| 第34回 | 1985年 | 古沢初美                                    | 第34回          | アメリカ (マイアミ)             |                                                            | |
| 第35回 | 1986年 | 江崎普子                                    | 第35回          | パナマ (パナマシティ)           |                                                            | |
| 第36回 | 1987年 | 難波央江                                    | 第36回          | シンガポール                    |                                                            | |
| 第37回 | 1988年 | 坂口美津穂                                  | 第37回          | 台湾 (台北)                     | 総合第4位を獲得                                            | 坂口は、1989年にプロ野球選手の星野伸之と結婚。 |
| 第38回 | 1989年 | 田代絵里                                    | 第38回          | メキシコ (カンクン)             |                                                            | |
| 第39回 | 1990年 | 三好浩子                                    | 第39回          | アメリカ (ロサンゼルス)         |                                                            | 三好と同日、同じ舞台でミス・フラワークイーン日本代表に選出された宮川朋子は、ロサンゼルスと同時に大阪の国際花と緑の博覧会で行われたミス・フラワークイーン世界大会に出場。                                                                                             |
| 第40回 | 1991年 | 山本亜津子                                  | 第40回          | アメリカ (ラスベガス)           |                                                            | 山本は、通算40代目の日本代表。 |
| 第41回 | 1992年 | 安藤晃子 (女優)                             | 第41回          | タイ (バンコク)                 |                                                            | |
| 第42回 | 1993年 | 志岐幸子 (スポーツキャスター、感性工学学者) | 第42回          | メキシコ (メキシコシティ)       |                                                            | 志岐はスポーツキャスターとして活躍後、感性工学学者として関西大学准教授となり、さらにその後同大学教授となった。同世界大会では、日本のジャズ奏者・松居慶子が審査員のひとりであった。                                                                                   |
| 第43回 | 1994年 | 川人千明                                    | 第43回          | フィリピン (パサイ)             |                                                            | |
| 第44回 | 1995年 | 佐伯成美 (女優)                             | 第44回          | ナミビア (ウィントフック)       |                                                            | 「小出華津」として芸能活動をしている。 |

### 1998年度以降の日本代表
- 「ミス・ユニバース・ジャパン」として復活して以降を表記。
- 下記表の通算回数は、上記の「かつての日本大会」の回数を含めた数。

| 回 (通算)       | 年     | 優勝者 (出場後の肩書)       | 世界大会 の回数 | 世界大会の開催地                      | 世界大会での成績                                           | 備考                                                                                |
| --------------- | ------ | --------------------------- | --------------- | ------------------------------------- | ---------------------------------------------------------- | ----------------------------------------------------------------------------------- |
| 第1回 (第45回)  | 1998年 | 奥村ナナ                    | 第47回          | アメリカ (ホノルル)                   |                                                            |                                                                                     |
| 第2回 (第46回)  | 1999年 | 小川里美 (オペラ歌手)       | 第48回          | トリニダード・トバゴ (チャグアラマス) |                                                            |                                                                                     |
| 第3回 (第47回)  | 2000年 | 遠藤真由 (建築家)           | 第49回          | キプロス (ニコシア)                   |                                                            |                                                                                     |
| 第4回 (第48回)  | 2001年 | 荒内美沙緒                  | 第50回          | プエルトリコ (バヤモン)               |                                                            |                                                                                     |
| 第5回 (第49回)  | 2002年 | 千葉美苗                    | 第51回          | プエルトリコ (サンフアン)             |                                                            |                                                                                     |
| 第6回 (第50回)  | 2003年 | 宮崎京 (モデル・女優)       | 第52回          | パナマ (パナマシティ)                 | 総合第5位を獲得                                            | 宮崎は、通算50代目の日本代表。                                                      |
| 第7回 (第51回)  | 2004年 | 町本絵里 (歌手)             | 第53回          | エクアドル (キト)                     |                                                            |                                                                                     |
| 第8回 (第52回)  | 2005年 | 葛谷由香里 (モデル)         | 第54回          | タイ (ノンタブリー県)                 |                                                            |                                                                                     |
| 第9回 (第53回)  | 2006年 | 知花くらら (タレント)       | 第55回          | アメリカ (ロサンゼルス)               | 総合第2位を獲得し、特別賞「民族衣装部門」も受賞            |                                                                                     |
| 第10回 (第54回) | 2007年 | 森理世 (ダンサー)           | 第56回          | メキシコ (メキシコシティ)             | 『ミス・ユニバース』                                       | 森は、日本人として2人目（日本代表復活後としては初）の『ミス・ユニバース』となった。 |
| 第11回 (第55回) | 2008年 | 美馬寛子                    | 第57回          | ベトナム (ニャチャン)                 | 『トップ15』に入賞（総合第14位）                           |                                                                                     |
| 第12回 (第56回) | 2009年 | 宮坂絵美里 (モデル・女優)   | 第58回          | バハマ (ナッソー)                     |                                                            | 宮坂は、2011年から「絵美里」として芸能活動をしている。                              |
| 第13回 (第57回) | 2010年 | 板井麻衣子 (モデル)         | 第59回          | アメリカ (ラスベガス)                 |                                                            |                                                                                     |
| 第14回 (第58回) | 2011年 | 神山まりあ (モデル)         | 第60回          | ブラジル (サンパウロ)                 |                                                            |                                                                                     |
| 第15回 (第59回) | 2012年 | 原綾子                      | 第61回          | アメリカ (ラスベガス)                 |                                                            |                                                                                     |
| 第16回 (第60回) | 2013年 | 松尾幸実 (モデル・女優)     | 第62回          | ロシア (モスクワ州 クラスノゴルスク)  |                                                            | 松尾は、通算60代目の日本代表。                                                      |
| 第17回 (第61回) | 2014年 | 辻恵子                      | 第63回          | アメリカ (マイアミ)                   |                                                            |                                                                                     |
| 第18回 (第62回) | 2015年 | 宮本エリアナ                | 第64回          | アメリカ (ラスベガス)                 | 『トップ10』に入賞                                         |                                                                                     |
| 第19回 (第63回) | 2016年 | 中沢沙理                    | 第65回          | フィリピン (パサイ)                   |                                                            |                                                                                     |
| 第20回 (第64回) | 2017年 | 阿部桃子 (モデル・タレント) | 第66回          | アメリカ (ラスベガス)                 | 「ナショナルコスチューム（民族衣装）部門」で最優秀賞を受賞 | 阿部の父親は阿部祐二（テレビリポーター）、母親は阿部まさ子（プロゴルファー）。      |
| 第21回 (第65回) | 2018年 | 加藤遊海                    | 第67回          | タイ (ノンタブリー県)                 |                                                            |                                                                                     |
| 第22回 (第66回) | 2019年 | 加茂あこ                    | 第68回          | アメリカ (アトランタ)                 |                                                            |                                                                                     |
| 第23回 (第67回) | 2020年 | 杤木愛シャ暖望              | 第69回          | アメリカ (ハリウッド)                 |                                                            |                                                                                     |
| 第24回 (第68回) | 2021年 | 渡邉珠里                    | 第70回          | イスラエル (エイラート)               | 『トップ16』に入賞                                         |                                                                                     |
| 第25回 (第69回) | 2022年 | 坂本麻里ベレン              | 第71回          | アメリカ (ニューオーリンズ)           |                                                            |                                                                                     |
| 第26回 (第70回) | 2023年 | 宮崎莉緒                    | 第72回          | エルサルバドル (サンサルバドル)       |                                                            | 宮崎は、通算70代目の日本代表。                                                      |
| 第27回 (第71回) | 2024年 | チャクラボルティ雅          | 第73回          | メキシコ （メキシコシティ）           | 『トップ30』に入賞                                         |                                                                                     |
| 第28回 (第72回) | 2025年 | 橋本佳央理                  | 第74回          |                                       |                                                            |                                                                                     |

### 著名なファイナリスト
- ミス・ユニバース日本大会とミス・ユニバース・ジャパンを合わせて表記。
- 下記表の通算回数は、「かつての日本大会」の回数を含めた数。

| 回 (通算)       | 年     | 大会成績           | 著名な出場者     | 出場後の肩書                 | 備考 |
| --------------- | ------ | ------------------ | ---------------- | ---------------------------- | --- |
| 第38回          | 1989年 | 準ミス             | 岩崎三奈生       | アナウンサー                 | |
| 第39回          | 1990年 | 準ミス             | 加藤雪乃         | 女優                         | 芸能活動は「石川雪乃」として。                                                                                    |
| 第40回          | 1991年 | 準ミス             | 福田孝子         | 歌手                         | 芸能活動は「澤地美欧」として。                                                                                    |
| 第42回          | 1993年 | 準ミス             | 濱村美保         | モデル                       | |
| 第3回 (第47回)  | 2000年 | 準ミス（第2位）    | 芦澤裕子         | モデル                       | 芸能活動は「美元」として。2008年に俳優の高嶋政伸と結婚するが2012年に離婚。                                        |
| 第3回 (第47回)  | 2000年 | 準ミス（第3位）    | 滝沢沙織         | 女優                         | |
| 第5回 (第49回)  | 2002年 | セミファイナリスト | 中村純子         | 女優                         | |
| 第7回 (第51回)  | 2004年 | 準ミス（第2位）    | 瀬畑茉有子       | モデル                       | |
| 第9回 (第53回)  | 2006年 | 第5位              | 栗山絵美         | 女優、モデル                 | |
| 第10回 (第54回) | 2007年 | 準ミス（第2位）    | 濱田玲           | モデル                       | |
| 第10回 (第54回) | 2007年 | 準ミス（第3位）    | 中鉢明子         | 女優                         | |
| 第10回 (第54回) | 2007年 | ファイナリスト     | 小泉亜子         | ラジオDJ                     | 芸能活動は「坂倉アコ」として。2010年にラッパーのSPHERE（坂倉友之）と結婚するが2016年に離婚。                      |
| 第11回 (第55回) | 2008年 | ファイナリスト     | 松原奈帆子       | モデル                       | |
| 第11回 (第55回) | 2008年 | ファイナリスト     | 山口小夜         | 女優                         | 芸能活動は「渡邊小百合」として。                                                                                  |
| 第12回 (第56回) | 2009年 | 準ミス             | 小幡尚美         | 歌手                         | |
| 第13回 (第57回) | 2010年 | 準ミス             | 吉田桃華         | 女優                         | |
| 第13回 (第57回) | 2010年 | 第3位              | 福田萌子         | モデル                       | |
| 第13回 (第57回) | 2010年 | 第5位              | 和多谷沙耶       | パフォーマー、ダンサー       | |
| 第14回 (第58回) | 2011年 | 第3位              | 田中道子         | モデル                       | |
| 第14回 (第58回) | 2011年 | ファイナリスト     | 金田彩奈         | モデル                       | 2012年度トリンプ・イメージガールに選出。                                                                          |
| 第15回 (第59回) | 2012年 | 第2位              | 松井由貴美       | モデル                       | |
| 第15回 (第59回) | 2012年 | ファイナリスト     | あべみほ         | タレント、グラビアアイドル   | ミスFLASH2015グランプリを受賞。新日本プロレスのリングに上がるディーヴァとしても活動。2018年、ヌード写真集を発売。 |
| 第15回 (第59回) | 2012年 | ファイナリスト     | 森なな子         | 声優                         | 元宝塚歌劇団男役（91期生、当時の芸名は冴輝ちはや）                                                                |
| 第15回 (第59回) | 2012年 | セミファイナリスト | 平塚千瑛         | 女優                         | |
| 第16回 (第60回) | 2013年 | ファイナリスト     | 石橋真珠         | 女優、モデル                 | |
| 第17回 (第61回) | 2014年 | 準ミス（第2位）    | 西内ひろ         | モデル                       | 2009年度トリンプ・イメージガールに選出（この時の名前は西内裕美）。妹は女優の西内まりや。                          |
| 第17回 (第61回) | 2014年 | 第3位              | 高橋美咲         | レースクイーン、モデル       | 2011 - 2014年MOTULサーキットレディ                                                                                |
| 第17回 (第61回) | 2014年 | ファイナリスト     | 礒部花凜         | 女優、声優、歌手             | |
| 第17回 (第61回) | 2014年 | ファイナリスト     | 薗田杏奈         | モデル                       | |
| 第18回 (第62回) | 2015年 | 第3位              | 土屋ひかる       | モデル                       | 2019年度トリンプ・イメージガールに選出。妹の土屋希美もモデル。                                                    |
| 第18回 (第62回) | 2015年 | ファイナリスト     | 島田七実         | モデル                       | 2016年度日本スイムスーツ協会キャンペーンガールに選出。                                                            |
| 第19回 (第63回) | 2016年 | ファイナリスト     | 田中梨乃         | タレント、レースクイーン     | 2017ミス日本酒（Miss SAKE）                                                                                       |
| 第21回 (第65回) | 2018年 | 第3位              | 豊澤瞳           | モデル、ラジオパーソナリティ | |
| 第21回 (第65回) | 2018年 | ファイナリスト     | 薄井しお里       | フリーアナウンサー           | |
| 第23回 (第67回) | 2020年 | セミファイナリスト | サイード横田仁奈 | 新体操選手・指導者           | 2012年ロンドンオリンピック代表（新体操団体）。妹は元AKB48研究生でタレントのサイード横田絵玲奈。                   |

## ミス・ユニバース沖縄代表
アメリカ合衆国占領下の沖縄では、1956年（昭和31年）に「琉球代表」吉田和子が日本大会に特別参加した他、1963年（昭和38年）からの6年間、独自の「沖縄代表」を選出、『ミス・オキナワ』として、世界大会に出場していた。しかしながら歴史上、沖縄代表の入賞はなかった。

### 歴代沖縄代表
- 1963年 - レイコ・ウエハラ
- 1964年 - トヨコ・ウエハラ
- 1965年 - レイコ・アラカキ（リエコ・イングリッシュ）
- 1966年 - ヨネコ・キヤン
- 1967年 - エツコ・オクヒラ（奥平悦子）[32]
- 1968年 - サチエ・カワミツ